# Jolanta Morawska
Jolanta Morawska (ur. 10 stycznia 1950 w Gnieźnie) – polska polityk, posłanka na Sejm PRL VII i VIII kadencji.

## Życiorys
Uzyskała wykształcenie średnie zawodowe. Wieloletnia pracownik Wielkopolskich Zakładów Obuwia „Polania” w Gnieźnie na stanowisku instruktora zawodu. W 1976 uzyskała mandat posłanki na Sejm PRL VII kadencji w okręgu Gniezno z ramienia Polskiej Zjednoczonej Partii Robotniczej. Zasiadała w Komisji Kultury i Sztuki oraz w Komisji Przemysłu Lekkiego. W 1980 uzyskała reelekcję z ramienia tej samej partii i w tym samym okręgu. Zasiadała w Komisji Oświaty i Wychowania, Komisji Przemysłu Lekkiego oraz w Komisji Przemysłu. Otrzymała Brązowy Krzyż Zasługi.